# Känguru
Känguru — третий студийный альбом группы краут-рока Guru Guru, выпущенный в 1972 году.

## Характеристика
После безумного хаоса первых двух альбомов, пауэр-трио Guru Guru решило немного ограничить степень звуковой атаки и музыкальной свободы. Как и их предыдущие работы, альбом «Känguru» состоит нескольких длинных джемов, на этот раз продолжительность каждого немного превышает 10 минут. Обе композиции на первой стороне альбома носят более структурированный, сдержанный и космически-репетативный характер. Открывающий вторую сторону альбома «Baby Cake Walk» возвращает жесткость и острый шумный хаос первых двух альбомов, но последний трек «Ooga Booga» вновь демонстрирует больший композиционный порядок. На альбоме в целом группа вновь проявила воображение и фантазию, разнообразие и здоровую дозу безумия. Однако гитара на этот раз доминирует не столь очевидно, кроме того, появились шутливо-юмористические интонации, чего не наблюдалось ранее. Так, на «Oxymoron» Ноймайер поет странные строки странным голосом, «Immer Lustig» начинается с не менее странного речитатива и переходит в неожиданный военный марш, а текст композиции «Ooga Booga» в основном состоит из многократного повторения этих слов. Комбинация вдохновленного Джимми Хендриксом психоделического блюза с несерьезным вокалом и живыми роковыми ритмами близка по стилю Amon Düül II, но в данном варианте даже более забавна. Если бы альбом был по звучанию чуть более доступным, его вполне можно было бы назвать лицом всего направления краут-рок.

## Признание
Альбом занимает 12 место в рейтинге лучших альбомов краут-рока портала Progarchives (по состоянию на май 2023 года).

## Список композиций
Авторы всех композиций — Акс Генрих, Ули Трепте, Мани Ноймайер  

Сторона 1
1. Oxymoron — 10:33
2. Immer Lustig — 15:37

Сторона 2
1. Baby Cake Walk — 10:57
2. Ooga Booga — 11:11

## Состав музыкантов
Акс Генрих — гитара
Ули Трепте — бас
Мани Ноймайер — барабаны, клавишные
Конрад Планк — гитара, клавишные